# Glovelier
Glovelier is een plaats  en voormalige gemeente in het Zwitserse kanton Jura, en maakt deel uit van het district Delémont.
Glovelier telt 1195 inwoners.

## Geschiedenis
In 2013 is de gemeente gefuseerd naar de nieuwe fusiegemeente Haute-Sorne. 

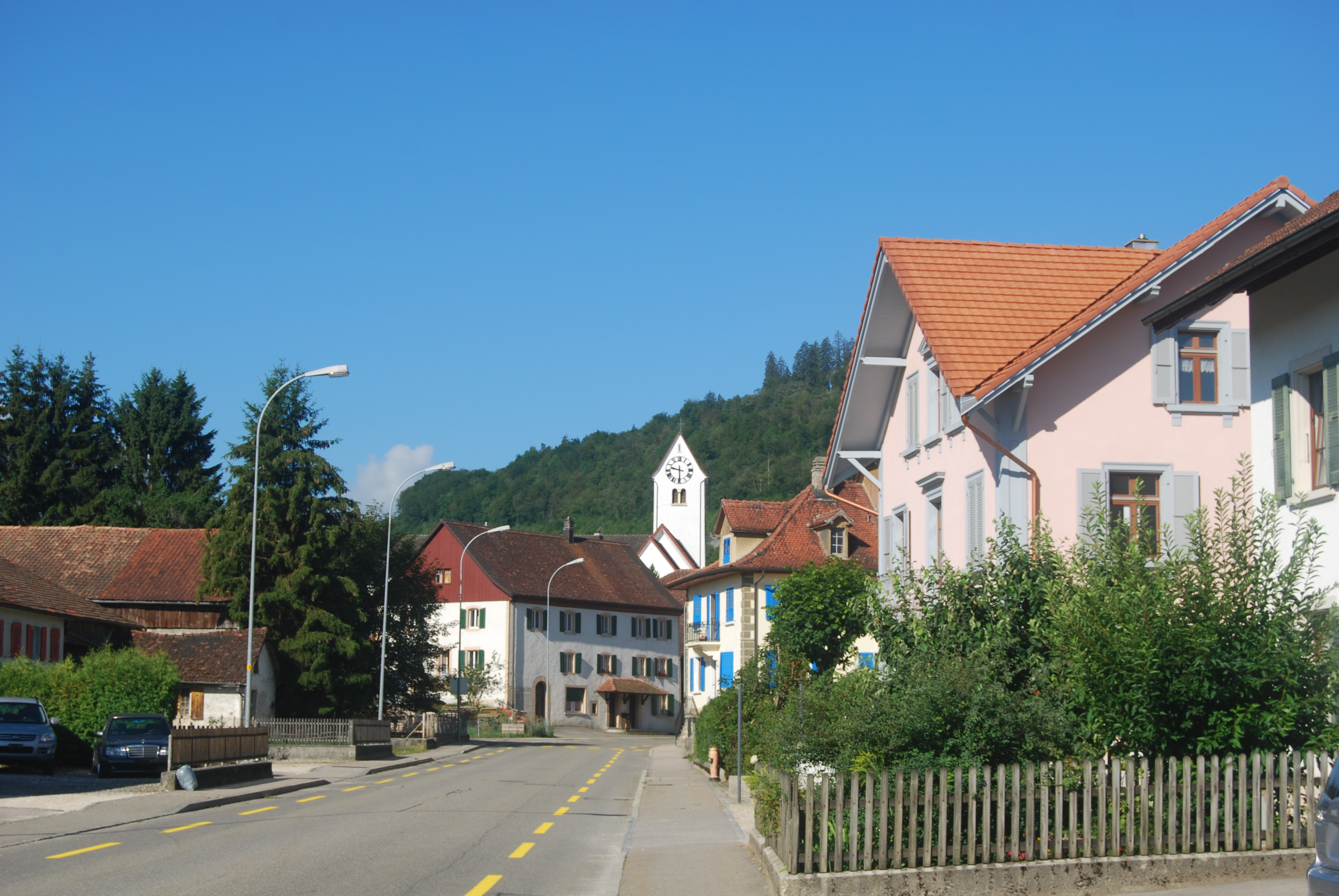
Glovelier

Bassecourt · Courfaivre · Glovelier · Soulce · Undervelier